# Пам'ятник Данилові Тупталу
Макарівський пам'ятник Данилові Тупталу — пам'ятник святому, митрополиту Ростовському та Ярославському, церковному діячу, вченому, письменнику і проповіднику Дмитрові Тупталу (Святитель Димитрій, св. Димитрій Ростовський) у смт Макарів Київської області, де він народився.
Розташований біля центру селища у своєрідній духовно-меморіальній зоні по вулиці Фрунзе, де також знаходяться Свято-Дмитріївський храм (УПЦ КП) і пам'ятний знак жертвам голодоморів та політичних репресій.

## Опис
Пам'ятник Данилові Тупталу — монумент заввишки 5 м на пласкому низькому постаменті із заокругленими формами, що встановлений на трав'яному пагорбі, внизу по центру якого розміщено інформаційну дошку (ще одна інфодошка міститься поруч з пам'ятником) зображує Святителя Димитрія на повен зріст у митрополичих шатах, правиця святого складена у жесті благословення, в лівиці митрополит тримає книгу, на якій викарбувано «Житія святих». Постать Данила Туптала є аскетичною на вигляд, і водночас урочисто-святковою.

## З історії пам'ятника

Інформаційна дошка пам'ятника

Пам'ятник був урочисто відкритий і освячений архієпископом Димитрієм, ректором Київської Православної Богословської Академії з благословення Святішого Патріарха Філарета 11 грудня 2007 року. 
Монумент святому Димитрію в Макарові став місцем проведення урочистостей — церковних, державних і міських — тут відбуваються святкування храмових свят; у листопаді 2009 року тут відбулися триденні пам'ятні відзначення 300-річчя від дня упокоєння свт. Димитрія (Туптала); тут же відбувались події у рамках районного фестивалю духовної музики імені Данила Туптала.
У 2009 році було оголошено про розробку проекту створення в Макарові духовно-історичного культурно-освітнього центру імені Дмитрія Ростовського, куди мають увійти пам'ятник, музей духовна бібліотека.

## Виноски
1. ↑  Храмове свято в Макарові [Архівовано 10 березня 2016 у Wayback Machine.] на Офіційний сайт Української Православної Церкви (Київський Патріархат) [Архівовано 24 листопада 2010 у Wayback Machine.] // «Київські єпархіальні відомості»
2. ↑  Завершилися урочисті відзначення 300-річчя з дня упокоєння святителя Димитрія, митрополита Ростовського [Архівовано 10 березня 2016 у Wayback Machine.] на Офіційний сайт Української Православної Церкви (Київський Патріархат) [Архівовано 24 листопада 2010 у Wayback Machine.] // «Київські єпархіальні відомості»
3. ↑  Макарівський район // Київщина Туристична. Путівник., К.: «Світ успіху», 2009. — С. 288